# دانفنگ اتومبیل
دانفنگ اتومبیل (انگلیسی: Dongfeng Automobile) شرکت خودروسازی چینی است، که در سال ۱۹۹۹ تأسیس شد.